# ذروة النحاس

اإنتاج النحاس في العالم ، مابين عام 1900-2012

ذروة النحاس هو مصطلح يقصد به النقطة الزمنية التي يتم فيها الوصول إلى الحد الأقصى لمعدل إنتاج النحاس العالمي. نظرًا لأن النحاس مورد محدود، فسوف يتضاءل الإنتاج في وقت ما في المستقبل، وسيصل الإنتاج في وقت مبكر إلى الحد الأقصى. على عكس الوقود الأحفوري، يتم إعادة تدوير النحاس وإعادة استخدامه، وتشير التقديرات إلى أن 80 ٪ على الأقل من جميع النحاس المستخرج في العالم لا يزال متاحًا (تم إعادة تدويره بشكل متكرر).
يعتبر النحاس من أهم المعادن الصناعية ويحتل المرتبة الثالثة بعد الحديد والألمنيوم من حيث الكمية المستخدمة. وهو ذا قيمة بسبب ناقليته الحرارية والكهربائية، والليونة، والمقاومة للتآكل. تمثل الاستخدامات الكهربائية حوالي ثلاثة أرباع إجمالي استهلاك النحاس، بما في ذلك كبلات الطاقة وكابلات البيانات والمعدات الكهربائية. كما أنه يستخدم في أنابيب التبريد والمبادلات الحرارية وأنابيب المياه والمنتجات الاستهلاكية.
تم استخدام النحاس على الأقل منذ 10000 سنة. تم استخراج أكثر من 97٪ من جميع النحاس الذي تم تعدينه وصهره منذ عام 1900. أدى الطلب المتزايد على النحاس بسبب تنامي الاقتصادات الهندية والصينية منذ عام 2006 إلى زيادة الأسعار وزيادة سرقة النحاس.

## التاريخ
القلق بشأن إمدادات النحاس ليس جديدًا. ففي عام 1924 حذر الجيولوجي وخبير مناجم النحاس إيرا جوراليمون قائلاً:
«... سيكون عصر الكهرباء والنحاس قصيرا. في ظل معدل الإنتاج المكثف الآتي مستقبلاً، فإن إمدادات النحاس في العالم لن تدوم سوى بضع سنوات. . . . إن حضارتنا القائمة على الطاقة الكهربائية سوف تتضاءل وتموت في النهاية بهذا المعدل».

## الطلب على النحاس
يبلغ إجمالي الإنتاج العالمي من النحاس حوالي 18 مليون طن متري سنويًا. يتزايد الطلب على النحاس بأكثر من 575000 طن سنويًا ويتسارع باستمرار. استنادًا إلى أرقام عام 2006 لاستهلاك الفرد، يقدر توم جرايدل وزملاؤه في جامعة ييل أنه بحلول عام 2100 سيتجاوز الطلب العالمي على النحاس الكمية التي يمكن استخراجها من الأرض. استحوذت الصين على أكثر من 22٪ من الطلب العالمي على النحاس في عام 2008،  وحوالي 40٪ في عام 2014.
لبعض الأغراض، يمكن استبداله بمعادن أخرى، فمثلا تم استخدام أسلاك الألمنيوم في العديد من التطبيقات، لكن التصميم غير المناسب أدى إلى مخاطر نشوب حرائق. تم حل مشكلات السلامة منذ ذلك الحين باستخدام أحجام أكبر من أسلاك الألمنيوم (# 8AWG وما فوق)، ولا تزال أسلاك الألمنيوم المصممة بشكل صحيح قيد الاستخدام بدلاً من النحاس. على سبيل المثال، تستخدم طائرة إيرباص A380 أسلاك الألمنيوم بدلاً من الأسلاك النحاسية لنقل الطاقة الكهربائية.

## توريد النحاس

على الصعيد العالمي، يتم استنفاد موارد النحاس الاقتصادية مع ما يعادل إنتاج ثلاثة مناجم نحاس عالمية المستوى يتم استهلاكها سنويًا. اقترح المحلل البيئي ليستر براون في عام 2008 أن النحاس قد ينفد في غضون 25 عامًا بناءً على ما اعتبره استقراءًا معقولًا لنمو 2٪ سنويًا.

### اكتشافات النحاس الجديدة
تم ايجاد ستة وخمسين اكتشافًا جديدًا للنحاس خلال العقود الثلاثة 1975-2005. يقال إن الاكتشافات العالمية لرواسب النحاس الجديدة قد بلغت ذروتها في عام 1996. ومع ذلك، وفقًا للمسح الجيولوجي الأمريكي (USGS)، تضاعفت احتياطيات النحاس المتبقية في العالم منذ ذلك الحين، من 310 مليون طن متري في عام 1996  إلى 690 مليون طن متري في عام 2013.

### الإنتاج

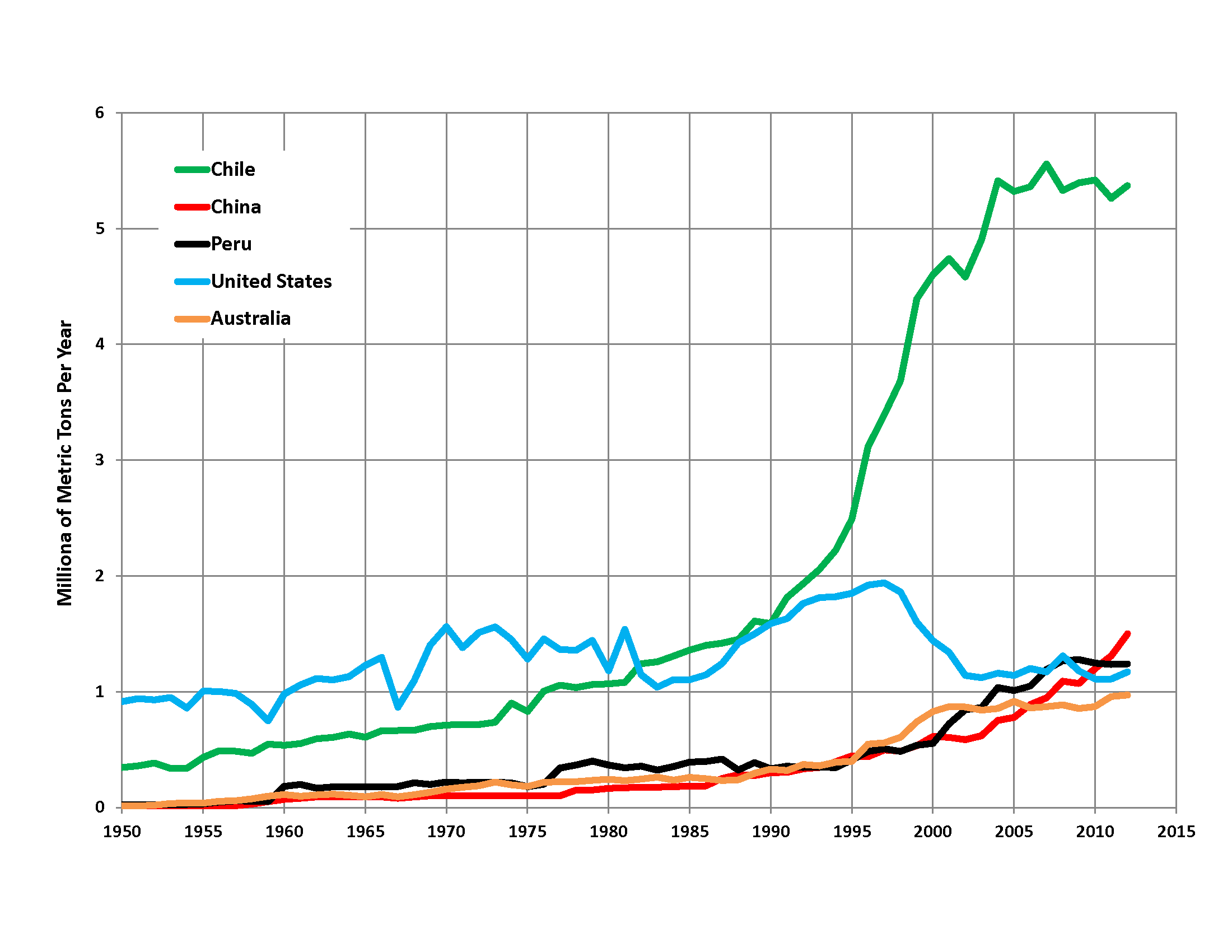
اتجاهات الإنتاج في أكبر خمس دول منتجة للنحاس

كان المنتجون الوطنيون الثلاثة الرئيسيون للنحاس، على التوالي، في عام 2002، شيلي وإندونيسيا والولايات المتحدة. في عام 2013، كانت تشيلي والصين وبيرو الااوئل. واحد وعشرون من أكبر 28 منجم للنحاس في العالم (اعتبارًا من عام 2006) ليست قابلة للتوسع.

### الاحتياطات
النحاس عنصر شائع في الطبيعة إلى حد ما، بتركيز يقدر بـ 50-70 جزء في المليون (0.005-0.007 بالمائة) في قشرة الأرض (1   كجم من النحاس لكل 15-20 طنًا من الصخور القشرية). يتضاعف التركيز 60 جزء في المليون إلى 1.66 كوادريليون طن فوق كتلة القشرة الارضية 2.77e22 كجم،  أو ما يزيد عن 90 مليون بمعدل إنتاج 2013 البالغ 18.3 طن متري سنويًا. ومع ذلك، لا يمكن استخراج معظمها بشكل مربح بالمستوى الحالي للتكنولوجيا والقيمة السوقية الحالية. في الوقت الحالي، تعتبر رواسب النحاس مربحة نظرياً إذا كانت قريبة بدرجة كافية من السطح وتحتوي على 0.3 - 0.5 بالمائة على الأقل من النحاس.  

أبلغت هيئة المسح الجيولوجي الأمريكية عن قاعدة احتياطي إجمالي حالي للنحاس في خامات يمكن استردادها تبلغ 1.6 مليار طن اعتبارًا من 2005، منها 950 مليون طن تعتبر قابلة للاسترداد اقتصاديًا. حدد تقييم عالمي لعام 2013 «455 رواسبًا معروفة (بموارد محددة جيدًا) تحتوي على حوالي 1.8 مليار طن متري من النحاس»، وتوقع «متوسط 812 رواسب غير مكتشفة داخل الكيلومتر العلوي من سطح الأرض» تحتوي على 3.1 مليار طن متري اضافية من النحاس «تمثل حوالي 180 ضعف إنتاج النحاس العالمي لعام 2012 من جميع أنواع رواسب النحاس».
| بلد                                        | احتياطيات 1996 | نسبه مئويه | احتياطيات 2015 | نسبه مئويه |
| ------------------------------------------ | -------------- | ---------- | -------------- | ---------- |
| وصلة=\|حدود Chile                          | 88000          | 28.4٪      | 209000         | 29.9٪      |
| وصلة=\|حدود Australia                      | 7000           | 2.26٪      | 93000          | 13.2٪      |
| وصلة=\|حدود Peru                           | 7000           | 2.26٪      | 68000          | 9.71٪      |
| وصلة=\|حدود Mexico                         | غير متاح       | غير متاح   | 38000          | 5.43٪      |
| وصلة=\|حدود United States                  | 45000          | 14.5٪      | 35000          | 5.00٪      |
| وصلة=\|حدود China                          | 3000           | 0.968٪     | 30000          | 4.29٪      |
| وصلة=\|حدود Russia                         | 20000          | 6.45٪      | 30000          | 4.29٪      |
| وصلة=\|حدود Poland                         | 20000          | 6.45٪      | 28000          | 4.00٪      |
| وصلة=\|حدود Indonesia                      | 11000          | 3.55٪      | 25000          | 3.57٪      |
| وصلة=\|حدود قالب:بيانات بلد Congo-Kinshasa | غير متاح       | غير متاح   | 20000          | 2.86٪      |
| وصلة=\|حدود Zambia                         | 12000          | 3.87٪      | 20000          | 2.86٪      |
| وصلة=\|حدود Canada                         | 11000          | 3.55٪      | 11000          | 1.57٪      |
| وصلة=\|حدود Kazakhstan                     | 14000          | 4.52٪      | 6000           | 0.86٪      |
| وصلة=\|حدود Zaire                          | 11000          | 3.55٪      | غير متاح       | غير متاح   |
| وصلة=\|حدود Philippines                    | 7000           | 2.26٪      | غير متاح       | غير متاح   |
| بلدان اخرى                                 | 55000          | 17.7٪      | 90.000         | 12.9٪      |
| العالمية                                   | 310,000        | 100٪       | 700000         | 100٪       |

#### إعادة التدوير
في الولايات المتحدة، يتم استرداد المزيد من النحاس وإعادته إلى الخدمة من المواد المعاد تدويرها أكثر من المشتق من الخام المستخرج حديثًا. تعتبر قيمة إعادة تدوير النحاس كبيرة جدًا لدرجة أن خردة الدرجة الممتازة تحتوي عادةً على 95٪ على الأقل من قيمة المعدن الأساسي من الخام المستخرج حديثًا. في أوروبا، يأتي حوالي 50٪ من الطلب على النحاس من إعادة التدوير (اعتبارًا من 2016) 
اعتبارًا من 2011, قدم النحاس المعاد تدويره 35٪ من إجمالي النحاس المستخدم في جميع أنحاء العالم.

#### الموارد التقليدية غير المكتشفة
بناءً على معدلات الاكتشاف والمسوحات الجيولوجية الحالية، قدر الباحثون في عام 2006 أنه يمكن استخدام 1.6 مليار طن متري من النحاس. اعتمد هذا الرقم على أوسع تعريف ممكن للنحاس المتاح مع حسبان قيود الطاقة والمخاوف البيئية.
قدرت هيئة المسح الجيولوجي الأمريكية أنه اعتبارًا من عام 2013، لا يزال هناك 3.5 مليار طن متري من موارد النحاس غير المكتشفة في جميع أنحاء العالم في رواسب الرخام السماقي والرواسب، وهما نوعان يوفران حاليًا 80 ٪ من إنتاج النحاس المستخرج. هذا بالإضافة إلى 2.1 مليار طن متري من الموارد المحددة. بلغ إجمالي موارد النحاس غير المكتشفة المحددة البالغة 5.6 مليار طن متري،  306 ضعف الإنتاج العالمي لعام 2013 من النحاس المستخرج حديثًا البالغ 18.3 مليون طن متري.

### موارد غير تقليدية
تشير التقديرات إلى أن أعماق البحار تحتوي على 700 مليون طن من النحاس.

## أسعار النحاس

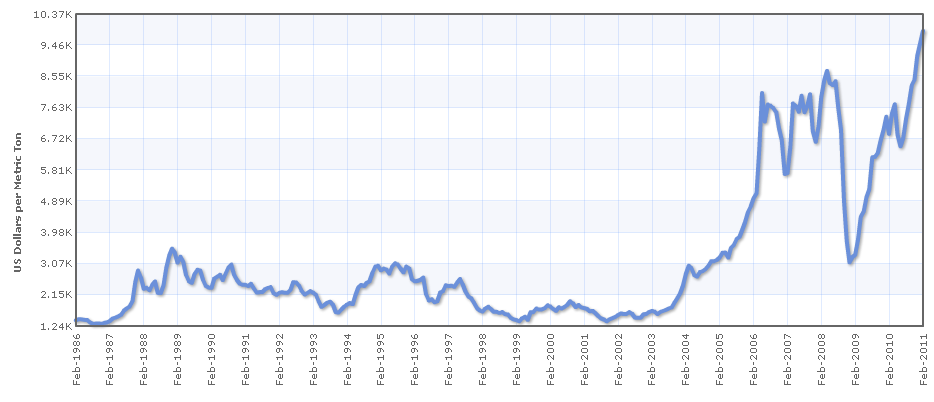
أسعار طن النحاس المتري 1986 - أوائل 2011 بالدولار الأمريكي، مما يدل على انهيار الأسعار في عام 2008

وصل السعر الدولي للنحاس إلى أعلى مستوى له في 6 مارس 2008، في بورصة لندن للمعادن (LME)، حيث ارتفع بنسبة 5.8٪ عن يوم التداول السابق إلى 4.02  دولار أمريكي للرطل. تم تسجيل الرقم القياسي السابق في 12 مايو 2006، عند 3.98 دولار أمريكي / رطل. ارتفع السعر بسرعة في أوائل عام 2008، حيث ارتفع بنسبة 23٪ في فبراير 2008،  ثم انخفض بنسبة 40٪ قبل ديسمبر 2008،  ووصل إلى 1.30 دولار أمريكي بحلول نهاية العام. في فبراير 2011، بلغ السعر ذروته عند 4.58 دولار أمريكي / رطل  ولكنه انخفض بعد ذلك إلى 3.18 دولار أمريكي / رطل خلال عام 2013.

## نقد
كان جوليان سيمون زميلًا أقدم في معهد كاتو وأستاذًا للأعمال والاقتصاد. في كتابه The Ultimate Resource 2 (طُبع لأول مرة في عام 1981 وأعيد طبعه في عام 1998)، ينتقد على نطاق واسع فكرة «ذروة الموارد»، ويستخدم النحاس كمثال واحد. يجادل بأنه على الرغم من أن «ذروة موارد النحاس» كانت مصدر قلق مستمرً منذ أوائل القرن العشرين، إلا أن «الاحتياطيات المعروفة» نمت بمعدل تجاوز الطلب، ولم يكن سعر النحاس يرتفع بل ينخفض على المدى الطويل. على سبيل المثال، على الرغم من أن الإنتاج العالمي للنحاس في عام 1950 كان ثُمن ما كان عليه في أوائل العقد الأول من القرن الحادي والعشرين، كانت الاحتياطيات المعروفة أيضًا أقل بكثير في ذلك الوقت - حوالي 100 مليون طن متري - مما يجعل العالم يبدو على وشك النفاد من النحاس في 40 إلى 50 سنة على الأكثر.
تفسير سيمون الخاص لهذا التطور هو أن فكرة الاحتياطيات المعروفة معيبة للغاية،  لأنها لا تأخذ في الاعتبار التغيرات في ربحية التعدين. مع استنفاد المناجم الأكثر ثراءً، يوجه المطورون انتباههم إلى مصادر أقل للعنصر ويطورون في النهاية طرقًا رخيصة لاستخراجها، مما يزيد الاحتياطيات المعروفة. وهكذا، على سبيل المثال، كان النحاس وفيرًا للغاية منذ 5000 عام، وكان ينتج في شكل نقي وكذلك في خامات النحاس عالية التركيز، حتى أن شعوب ما قبل التاريخ كانت قادرة على جمعها ومعالجتها باستخدام تكنولوجيا بدائية للغاية. اعتبارًا من أوائل القرن الحادي والعشرين، يُستخرج النحاس عادةً من الخامات التي تحتوي على 0.3٪ إلى 0.6٪ من النحاس بالوزن. ومع ذلك، على الرغم من أن المادة أقل انتشارًا، فإن تكلفة وعاء نحاسي، على سبيل المثال، كانت أقل بكثير في أواخر القرن العشرين مما كانت عليه قبل 5000 عام.
ينص سيمون بشكل أساسي على أنه لم يتم اكتشاف كل النحاس وأنه لم تحدث جميع التطورات التكنولوجية في التعدين والتكرير، لذا فإن التصريحات التي تفيد بأن نقطة ذروة النحاس قد تم الوصول إليها أو سيتم الوصول إليها يجب أن تكون خاطئة. يدعم سايمون حجته من خلال إظهار أن إمدادات النحاس قد زادت وأن الأسعار قد انخفضت.